# Neuenkirchen (bei Neubrandenburg)
Acest articol este despre o comună din districtul Mecklenburgische Seenplatte, landul Mecklenburg - Pomerania Inferioară, Germania. Pentru alte semnificații ale denumirii „Neuenkirchen” vezi pagina de dezambiguizare Neuenkirchen.

Neuenkirchen este o comună din districtul Mecklenburgische Seenplatte din landul Mecklenburg - Pomerania Inferioară, Germania.
1. ↑  Alle politisch selbständigen Gemeinden mit ausgewählten Merkmalen am 31.12.2018 (4. Quartal) (în germană), Statistisches Bundesamt[*], arhivat din original la 10 martie 2019, accesat în 10 martie 2019